# Daniel Xuereb
Daniel Xuereb (Gardanne, 22 giugno 1959) è un ex calciatore francese, di ruolo attaccante.

## Biografia
Soprannominato le Méridional, Xuereb ha un nonno maltese ed una nonna siciliana.

## Carriera

### Club
Iniziò la carriera professionistica nell'ottobre 1977 con l'Olympique Lyonnais. Nel 1981 passò al Lens e, con la squadra giallorossa, giocò le sue prime partite in Coppa UEFA. Nel 1986 fu ceduto al Paris Saint-Germain, che riuscì a salvarsi alla fine della stagione 1986-1987 proprio grazie ad una rete decisiva del calciatore contro il Le Havre. La stagione successiva mise a segno quindici reti e fu convocato per quattro volte in Nazionale per le qualificazioni al campionato del mondo 1990
Nel 1989 venne acquistato dal Montpellier con cui vinse la Coppa di Francia nel 1990. Nel 1991 passò invece all'Olympique Marsiglia con cui vinse il suo unico campionato nel 1992. Terminò la carriera nello Sporting Toulon Var nel 1993.

### Nazionale
Con la Francia collezionò otto presenze impreziosite da una rete, debuttò nel 1981 in un'amichevole contro la Spagna. Non avendo mai giocato alcuna partita ufficiale, fu convocato con la Nazionale olimpica ai Giochi olimpici di Los Angeles 1984, dove vinse la medaglia d'oro e si laureò capocannoniere con cinque reti insieme agli jugoslavi Borislav Cvetković e Stjepan Deverić. Con la Nazionale maggiore vinse al campionato del mondo 1986 la medaglia di bronzo.

## Palmarès

### Club
- Campionato francese: 1

Ol. Marsiglia: 1991-1992
- Coppa di Francia: 1

Montpellier: 1989-1990

### Nazionale
- Oro olimpico: 1

Los Angeles 1984

### Individuale
- Capocannoniere dei Giochi olimpici: 1

Los Angeles 1984 (5 gol ex aequo con Borislav Cvetković e Stjepan Deverić)